# مکرمه

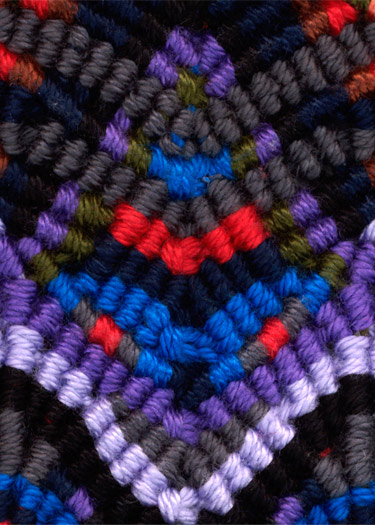

گره‌بافی یا مَکرَمه (انگلیسی: Macramé، اصل عربی: مقرَمة) (با املای غلط مکرومه هم در فارسی رایج است) یک نوع از بافتنی است که در آن از فن گره زدن (به جای بافتن یا میله‌بافی) استفاده می‌شود.
گره‌های اصلی مکرمه گره‌های مربعی هستند.
مکرمه مدتی طولانی توسط ملوانان استفاده می‌شد.
مکرمه بافی در ایران از هنرهای رایج است و طرفداران زیادی دارد.